# Уджі-Мару
Уджі-Мару (Uji Maru) — судно, яке під час Другої світової війни взяло участь у операціях японських збройних сил на Маршаллових островах.
Уджі-Мару спорудили в 1939 році на верфі Urabe Zosen Tekkosho.
У певний момент судно реквізували для потреб Імперського флоту Японії та переобладнали в сітьовий загороджувач.
Відомо, що в 1943 році Уджі-Мару ніс службу на атолі Джалуїт (Маршаллові острови). Він провадив протичовнові та протимінні заходи, зокрема напередодні прибуття сюди суден.
Наприкінці січня 1944-го американці розпочали операцію зі встановлення контролю над Маршалловими островами. Безпосередньо на Джалуїт не висаджували десант, проте цей атол став ціллю для авіаударів. Один з них, завданий 29 січня літаками авіаносного з'єднання TF 58, став фатальним для Уджі-Мару.